# 鼻欠地蔵
鼻欠地蔵（はなかけじぞう）は、神奈川県横浜市金沢区朝比奈町の六浦道（県道23号）沿いにある磨崖仏である。鼻缼地蔵とも書く。

## 現状
いつごろ造られたかはっきりしない。白山道沿いの白山道奥磨崖仏とあわせて横浜に2つしかない磨崖仏の1つで『江戸名所図会』にも掲載されている。『図会』では輪郭や表情まではっきり描かれている。地蔵のある位置は相模国と武蔵国境にあたるので「界の地蔵」ともいう。鼻が欠けていたので「鼻欠地蔵」とよばれたというが、現在は鼻どころか全身が風化し、膝は道路に削られ、輪郭が何とか解るレベルになっている。

## 参考資料
- 『かながわの古道』神奈川県県民部文化室編 1980年6月30日（第3刷）114頁、118-119頁
- 『金沢の古道』横浜市金沢区編 1984年（昭和59年）3月1日刊行 13-15頁、22頁
- 斎藤長秋 編『江戸名所図会』 六、博文館。NDLJP:994935/58。

## 関連文献
- 河井恒久 等編 編「巻之八 鼻缼地蔵」『新編鎌倉志』 第5冊、大日本地誌大系刊行会〈大日本地誌大系〉、1915年、140頁。NDLJP:952770/85。
- 「山之内庄峠村鼻缼地蔵」『大日本地誌大系』 第40巻新編相模国風土記稿5巻之98村里部鎌倉郡巻之30、雄山閣、1932年8月。NDLJP:1179240/39。